# Laelia bifascia
Laelia bifascia är en fjärilsart som beskrevs av George Francis Hampson 1905. Laelia bifascia ingår i släktet Laelia och familjen tofsspinnare. Inga underarter finns listade i Catalogue of Life.